# 読売KODOMO新聞
読売KODOMO新聞（よみうりこどもしんぶん）は、読売新聞東京本社が発行している小学校高学年向けの週刊新聞。毎週木曜日発行、月ぎめ550円。略称は子供新聞。発行部数は20万1704部（2021年4月、日本ABC協会調べ）で、小学生向け新聞では他紙を上回る。

## 概要
「よみうり少年少女新聞」(1955年5月創刊-1975年1月廃刊）以来、26年ぶりの児童向け新聞として2011年3月3日に創刊された。当初は読売新聞東京本社管内の関東地方のみで発行、同年4月7日より読売新聞東京本社管内の静岡県と読売新聞大阪本社管内の近畿地方、5月5日より読売新聞北海道支社・読売新聞東京本社管内の東北地方と甲信越地方・読売新聞北陸支社・読売新聞中部支社（三重県伊賀エリアを除く）・読売新聞大阪本社管内の福井県と三重県伊賀エリアと山口県を除く中国地方と四国地方・読売新聞西部本社管内（九州全県と山口県）を含む全国で発行されている。同年10月3日、世界新聞・ニュース発行者協会の世界青少年読者賞（編集部門）で審査委員会栄誉賞を受賞。
記事紙面は、読売新聞社会部に所属する記者が執筆している。これは全国の小学生向け新聞では唯一となっている。紙面の内5頁は小学館に編集・制作を委託しており、連載漫画・学習系の問題や一部の時事記事などについては同社が掲載紙面を担当している。また、学習面に関しては中学入試関連では創刊から一貫して四谷大塚、英語関連では創刊から2016年3月までは独自展開してきたが（英会話ページは東京外国語大学が監修）、同年4月からイーオンキッズ（語学スクール）が担当する。
2014年11月7日、同紙の姉妹紙として『読売中高生新聞』が創刊された。

## 内容
- 『名探偵コナン』の主人公・江戸川コナンがニュースを解説している[4]。読売KODOMO新聞で最も人気のある企画である。
  - おしえて!コナン時事ワード - 時事用語の解説、この企画の単行本『名探偵コナンKODOMO時事ワード』が毎年発行されている[4]。
- テレビやファッションなどのエンターテインメント情報も掲載。ファッションのページは全国で発行する小学生向け新聞で唯一[4]。
- 漫画は男子向けと女子向けを隔週掲載（小学館担当）[注 2]。
  - 男子向け『レキタン!』（てしろぎたかし・2016年3月まで）→『バケガミ-化神-』（原作：岸本みゆき、作画：藤異秀明・同年4月から2018年4月まで）→『ニュース探偵コナン』[4]（原作:青山剛昌、作画:太田勝&窪田一裕・同年5月～）
  - 女子向け『いろはにほへと新聞部』（春日あかね・2018年6月24日時点で『ちゃおコミックス』から単行本が5巻（1巻〜3巻、特報！！、秘スクープ！）まで発売され、『ちゃおDX2013年7月号』にて出張掲載された）
  - 男子・女子向け『ねこねこ日本史 ヒーロー＆ヒロイン列伝』（そにしけんじ、2018年4月～、実業之日本社のウェブコミック『ねこねこ日本史』のスピンオフ連載）
  - 男子・女子向け『平成の天皇〜天皇明仁物語〜』（監修：小田部雄二&小松夏樹、作画：てしろぎたかし・2019年1月～、月1回掲載）
  - 小学校高学年は英語が必修科目となることに対応した『HELLO英会話』（2016年3月まで）